# Horská chata

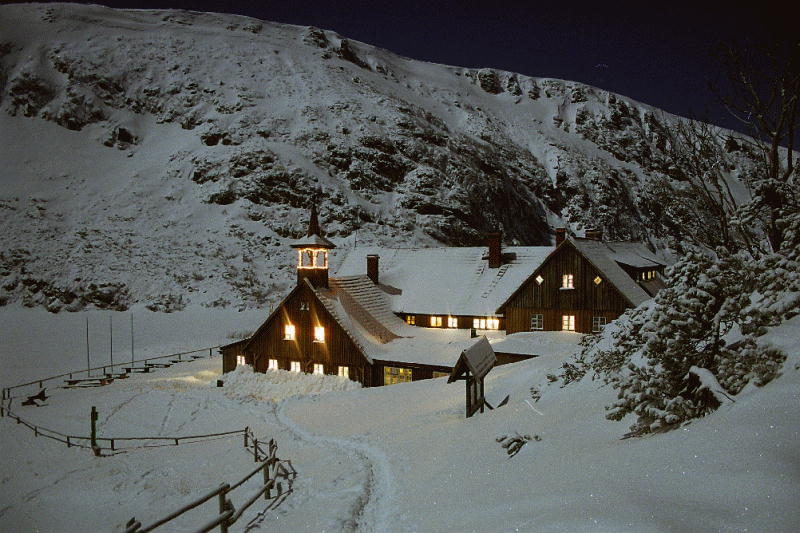
Horská chata Samotnia v polských Krkonoších

Horská chata je stavení či budova sloužící turistům či horolezcům jako ubytovací zařízení, občerstvovací stanice, nebo jako pouze zastávka při túře po horách. Chata se skládá většinou z restaurace či jídelny, noclehárny, pokojů, toalet a různých servisních místností (kuchyně, sklad atd.). Často je součástí chaty terasa či zimní prostor sloužící v době když je chata uzavřena. Na chatě je obvykle možnost zjištění kvalitní předpovědi počasí. 

## Název
Horská chata je německy Hütte nebo Baude, italsky Rifugio, francouzsky Refuge či Cabane, slovinsky Koča, rétorománsky Chamanna. V Krkonoších se nazývá bouda.

## Chaty v Alpách
V Alpách patří mnoho horských chat alpskému spolku Alpenverein. Řada jich je také soukromých. Většinou se spravování chat dědí po generacích, takže vlastníkem či správcem je řadu let jedna rodina. Členové spolku Alpenverein mají na takovýchto chatách obvykle 50% slevu na ubytování a mnohdy i částečnou slevu na jídlo či pití.

## Chaty ve Vysokých Tatrách
Ve Vysokých Tatrách patří horské chaty z velké části spolkům Slovenský horolezecký spolok JAMES a Klub slovenských turistov. Členové těchto spolků a Českého horolezeckého svazu mají na takovýchto chatách přibližně 50% slevu na ubytování a mnohdy i částečnou slevu na jídlo a pití.

## Třídy chat
Chaty bývají různých velikostí a cenových tříd. Od obrovské stavby (Chamanna Diavoleza, Švýcarsko, 234 lůžek) až po malé dřevěné původní chatky (Dom na Kofcah, Slovinsko, 16 lůžek). Některé se prezentují futuristickým vzhledem (Refuge de la Sella 2, Francie). Mnoho horských chat již používá solární kolektory jako hlavní či vedlejší zdroj elektřiny. Řada chat používá jako zdroj elektrické energie externí elektrocentrálu. K zásobování používají některá stavení nákladní lanovky a tam kde to není možné i vrtulník. V Tatrách ještě pořád slouží tzv. nosiči.

## Umístění
Umístění chat je různé. Jsou v údolích, kde se jim mnohdy říká polany (alm, planina, alp), kdekoli v horách či přímo na vrcholech (Matras Haus, Rakousko, vrchol Hochkönig). Slouží tak většinou jako opěrné body při výstupech na horské vrcholy.
Na Slovensku jsou za horské chaty považovány Bilíkova chata, Chata pod Rysmi, Chata pod Soliskom, Chata pri Popradskom plese, horský hotel Sliezsky dom, Chata pri Zelenom plese, Rainerova chata, Skalnatá chata, Téryho chata, Zamkovského chata, Zbojnická chata (Vysoké Tatry), Chata Plesnivec (Belianské Tatry), Žiarska chata (Západní Tatry), Kamenná chata pod Chopkom, Chata generála Milana Rastislava Štefánika, Útulna Ďurková (Nízké Tatry), Chata pod Borišovom (Velká Fatra), Chata pod Chlebom, chata pod Kľačianskou Magurou, Chata pod Suchým, Chata na Grúni (Malá Fatra).

## Galerie

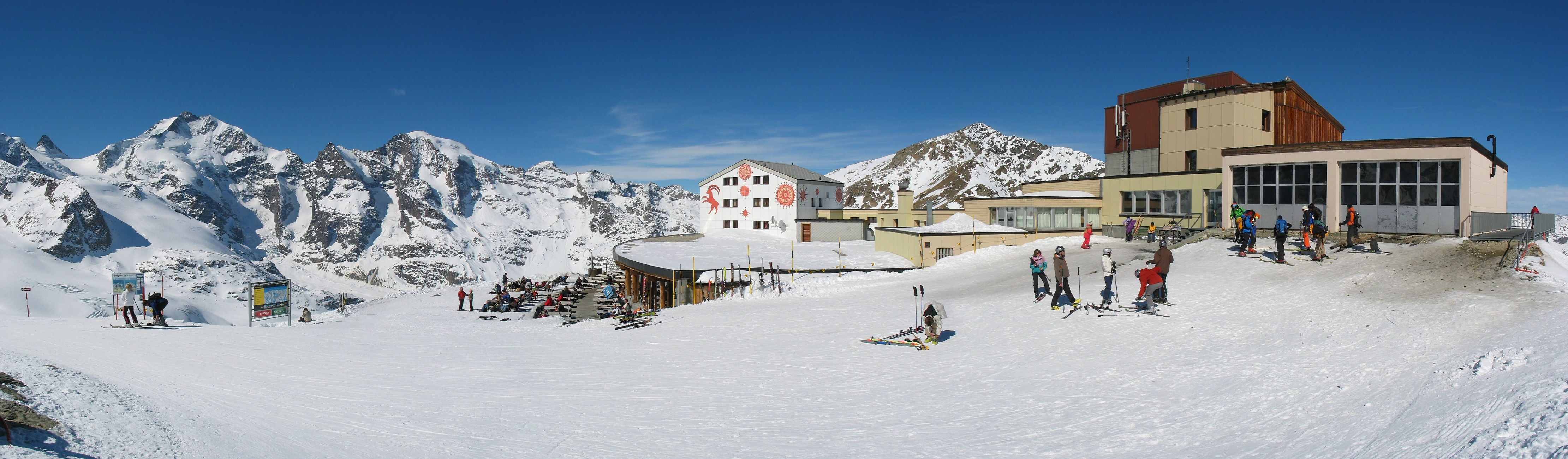
Chamanna Diavolezza, Bernina, Švýcarsko
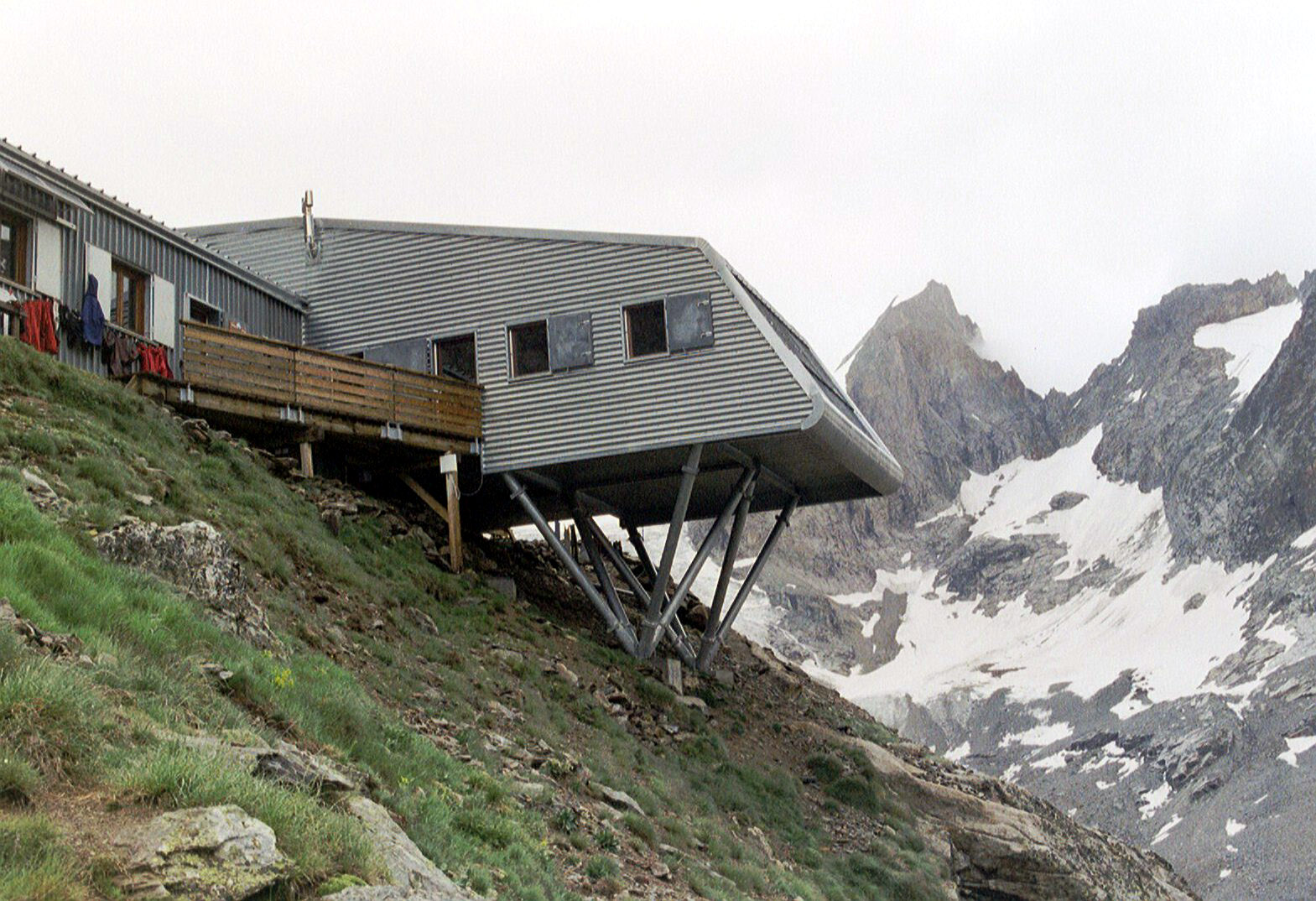
Refuge de la Sella 2, Francie
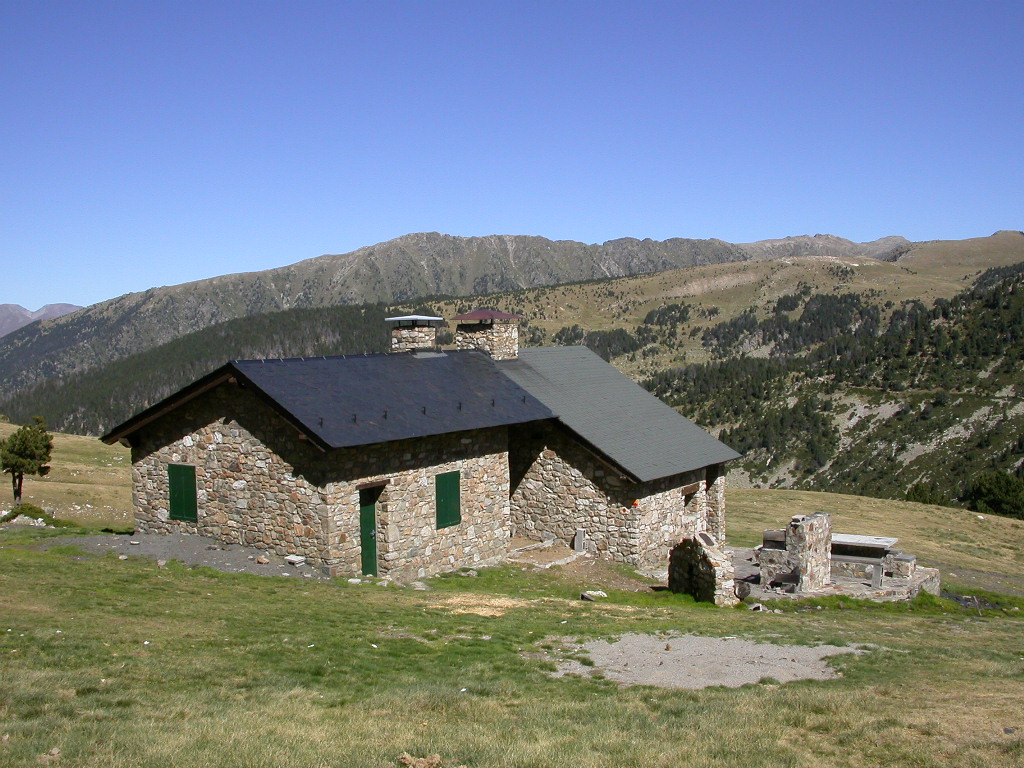
Refugi de Claror, Pyreneje, Španělsko
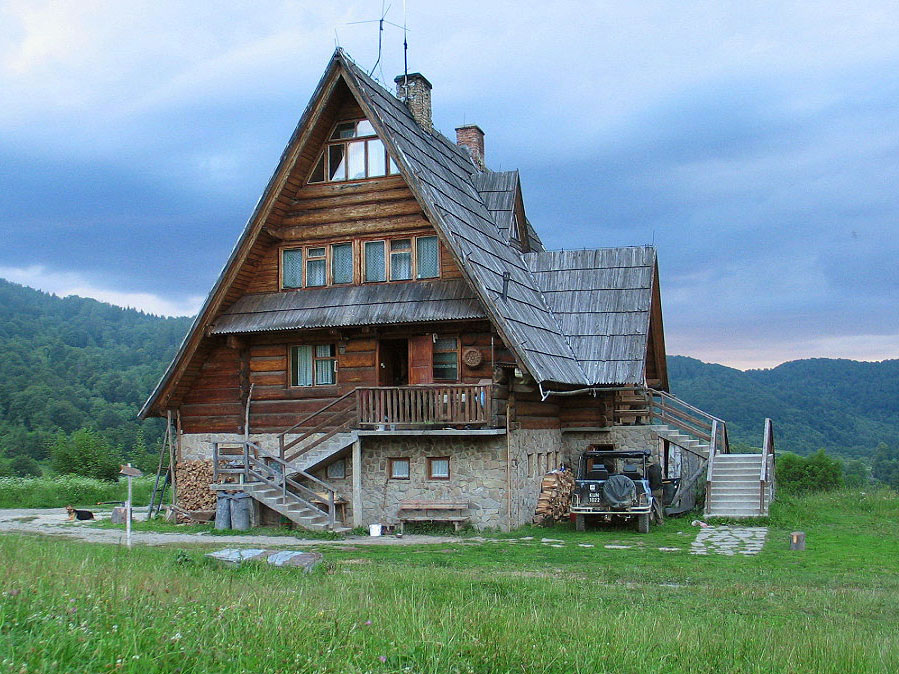
chata Jaworzec, Beskydy, Polsko
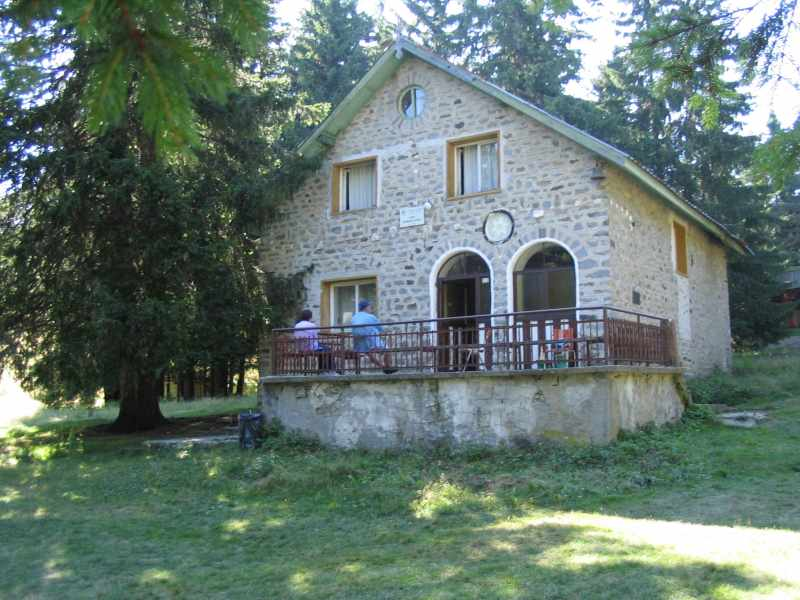
chata Momčil-junak, Rodopy, Bulharsko
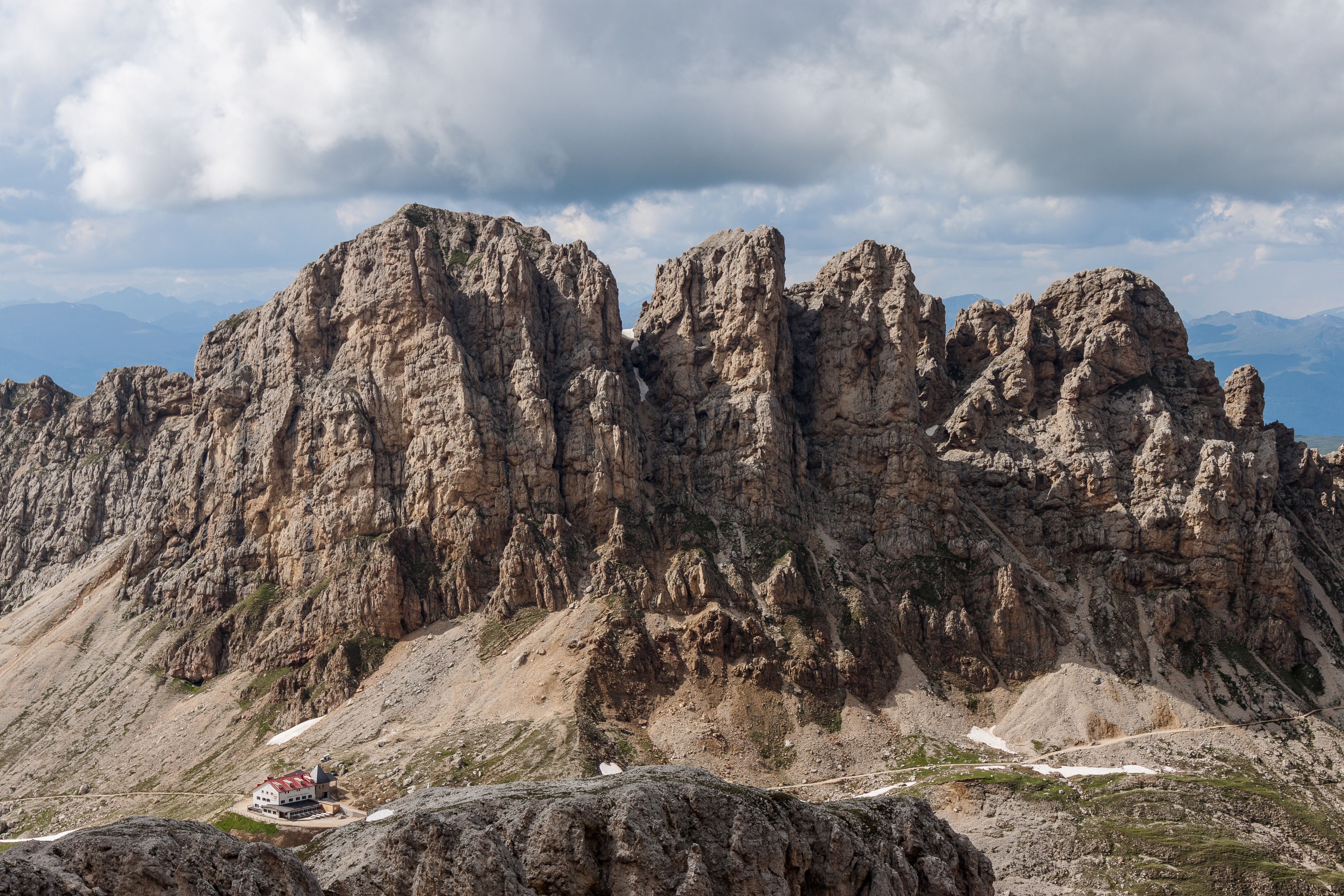
chata Tierser Alpl, Dolomity, Itálie